# Liste des titres musicaux numéro un en France en 1983
Cette page liste les singles classés n°1 des ventes de disques en France durant l'année 1983.

## Numéros un par semaine

### Classement des chansons
| Semaine | Sortie       | Artiste         | Titre                           |
| ------- | ------------ | --------------- | ------------------------------- |
| 1       | 1er janvier  | Dorothée        | Hou ! La menteuse               |
| 2       | 8 janvier    | Dorothée        | Hou ! La menteuse               |
| 3       | 15 janvier   | Dorothée        | Hou ! La menteuse               |
| 4       | 22 janvier   | Dorothée        | Hou ! La menteuse               |
| 5       | 29 janvier   | Culture Club    | Do You Really Want to Hurt Me   |
| 6       | 5 février    | Culture Club    | Do You Really Want to Hurt Me   |
| 7       | 12 février   | Culture Club    | Do You Really Want to Hurt Me   |
| 8       | 19 février   | Rose Laurens    | Africa                          |
| 9       | 26 février   | Rose Laurens    | Africa                          |
| 10      | 5 mars       | Rose Laurens    | Africa                          |
| 11      | 12 mars      | Rose Laurens    | Africa                          |
| 12      | 19 mars      | Rose Laurens    | Africa                          |
| 13      | 26 mars      | Les Forbans     | Chante                          |
| 14      | 2 avril      | Les Forbans     | Chante                          |
| 15      | 9 avril      | Les Forbans     | Chante                          |
| 16      | 16 avril     | Les Forbans     | Chante                          |
| 17      | 23 avril     | Les Forbans     | Chante                          |
| 18      | 30 avril     | Les Forbans     | Chante                          |
| 19      | 7 mai        | Les Forbans     | Chante                          |
| 20      | 14 mai       | Michael Jackson | Billie Jean                     |
| 21      | 21 mai       | Michael Jackson | Billie Jean                     |
| 22      | 28 mai       | Michael Jackson | Billie Jean                     |
| 23      | 4 juin       | Michael Jackson | Billie Jean                     |
| 24      | 11 juin      | Michael Jackson | Billie Jean                     |
| 25      | 18 juin      | David Bowie     | Let’s Dance                     |
| 26      | 25 juin      | Michael Jackson | Beat it                         |
| 27      | 2 juillet    | Michael Jackson | Beat it                         |
| 28      | 9 juillet    | Michael Jackson | Beat it                         |
| 29      | 16 juillet   | Michael Jackson | Beat it                         |
| 30      | 23 juillet   | Michael Jackson | Beat it                         |
| 31      | 30 juillet   | Michael Jackson | Beat it                         |
| 32      | 6 août       | Michael Jackson | Beat it                         |
| 33      | 13 août      | Michael Jackson | Beat it                         |
| 34      | 20 août      | Michael Jackson | Beat it                         |
| 35      | 27 août      | Michael Jackson | Beat it                         |
| 36      | 3 septembre  | Michael Jackson | Beat it                         |
| 37      | 10 septembre | Michael Jackson | Beat it                         |
| 38      | 17 septembre | Eurythmics      | Sweet Dreams (Are Made of This) |
| 39      | 24 septembre | Eurythmics      | Sweet Dreams (Are Made of This) |
| 40      | 1er octobre  | Eurythmics      | Sweet Dreams (Are Made of This) |
| 41      | 8 octobre    | Eurythmics      | Sweet Dreams (Are Made of This) |
| 42      | 15 octobre   | The Shorts      | Comment ça va                   |
| 43      | 22 octobre   | The Shorts      | Comment ça va                   |
| 44      | 29 octobre   | The Shorts      | Comment ça va                   |
| 45      | 5 novembre   | The Shorts      | Comment ça va                   |
| 46      | 12 novembre  | The Shorts      | Comment ça va                   |
| 47      | 19 novembre  | The Shorts      | Comment ça va                   |
| 48      | 26 novembre  | The Shorts      | Comment ça va                   |
| 49      | 3 décembre   | Irene Cara      | Flashdance... What a Feeling    |
| 50      | 10 décembre  | Irene Cara      | Flashdance... What a Feeling    |
| 51      | 17 décembre  | Irene Cara      | Flashdance... What a Feeling    |
| 52      | 24 décembre  | Irene Cara      | Flashdance... What a Feeling    |
| 53      | 31 décembre  | Irene Cara      | Flashdance... What a Feeling    |